# Idioma kua
El Kua es un idioma hablado en el suroeste de África, perteneciente a la familia de joisanad;  se considera parte del subgrupo khoe-kwadi. El idioma se conoce con varios otros nombres (cua, tyhua, tyua).
El kua lo hablan unas 800 personas en la parte oriental de Botswana;  está catalogado por la UNESCO entre las lenguas en peligro de extinción. kua también se considera parte de un único cluster junto con el idioma tsoa.
Shua es una lengua tonal y se caracteriza (como todas las lenguas Khoisan) por la presencia de numerosos chasquidos consonánticos, producidas al hacer clic con la lengua contra el paladar o contra los dientes.